# The American Naturalist
The American Naturalist (abrégé en Am. Nat.) une revue scientifique mensuelle à comité de lecture, fondée en 1867, associée avec l'université de Chicago. Cette revue traite de l'écologie, la biologie évolutive et de diverses questions de biologie.
D'après le Journal Citation Reports, le facteur d'impact de ce journal était de 4,796 en 2009. Actuellement, le directeur de publication est Mark A. McPeek (Dartmouth College, États-Unis).

## Sources
- (en) Edwin G. Conklin, « The Early History of the American Naturalist », Am. Nat., vol. 78, no 774,‎ 1944, p. 29-37 (ISSN 0003-0147, DOI 10.1086/281164, lire en ligne)
- (en) L. C. Dunn, « The American Naturalist in American Biology », Am. Nat., vol. 100, no 915,‎ 1966, p. 481-482 (ISSN 0003-0147, DOI 10.1086/282444)
- (en) « Liste des numéros de la revue consultables en ligne » (consulté le 3 mars 2013)